# 唐纳德·亚当逊
唐纳德·亚当逊（英語：Donald Adamson、1939年3月30日—2024年1月18日）、位英國作家和歷史學家。
先后就读于 曼彻斯特文法学校 （Manchester Grammar School）、後又進入牛津大學莫德林學院 （DPhil）。
著作有 布莱兹·帕斯卡和 "The Curriers' Company: A Modern History" 等书籍。

## 勳銜
- Chevalier、Ordre des Palmes académiques（1986）
- Knight 、Order of St John of Jerusalem （1998）[2]
- Cross of Merit、pro Merito Melitensi（2013）[3]
- Officier、Ordre des Arts et des Lettres (2022)

## 外部連結
- 详情请参阅網站
- 聖約翰救護機構英國總部